# Ахериту
Ахерѝту (на гръцки: Αχερίτου; на турски: Güvercinlik) е село в Кипър, окръг Фамагуста. Според статистическата служба на Северен Кипър през 2011 г. селото има 911 жители.
Де факто е под контрола на непризнатата Севернокипърска турска република.